# フネス・アルキテクトス
フネス・アルキテクトス とは1995年、建築家の福盛拓志と仲條順一が設立した建築設計事務所。
現在は福盛拓志が主宰。日本国内だけでなく、中南米、ヨーロッパにおいても活動。特に中南米では建築設計のみならず日本とラテンアメリカの架け橋になるよう各種事業を展開。中南米進出企業のサポート。
福盛拓志（1959年 ）は、日本・メキシコの建築家。ボリビア生まれ。1986年、メキシコ国立大学卒業。1986年、カンデラリア・コヨアカン中世都市再生計画論文。1995年メキシコにてラテンアメリカ最大の林業センターの設計と監理を行う。1996年メキシコ、モンテレイ市国立建築アカデミーミュージアム公開設計競技最優秀賞受賞。
仲條順一（1962年 ）は、日本の建築家。東京都生まれ。1986年、東京大学工学部建築学科卒業。1986年から1991年まで、坂倉建築研究所勤務。1991年、セルスペースアーキテクツを早草睦惠と共同設立。同年那須野が原ハーモニーホール公開設計競技最優秀賞受賞。